# Robert Island (Südliche Shetlandinseln)
Robert Island (auch Mitchells Island, Polotsk Island oder Roberts Island) ist eine Insel im Archipel der Südlichen Shetlandinseln und liegt unweit Nelson Island und Greenwich Island. Sie ist etwa 18 km lang, 13 km breit und 186 km² groß.
Auf einem Isthmus am Beginn der Coppermine-Halbinsel befindet sich die nicht permanent besetzte chilenische Forschungsstation Luis Risopatrón. Die Halbinsel, die in der Westspitze von Robert Island (Fort William) endet, steht als Antarctic Specially Protected Area No. 112 unter dem besonderen Schutz des Antarktisvertrags. Vorrangiges Schutzziel ist der Erhalt des Ökosystems, das sich durch eine abwechslungsreiche Vegetation und terrestrische Fauna sowie eine reiche Vogelwelt auszeichnet. Die Halbinsel besitzt Kolonien von Zügelpinguinen, Riesensturmvögeln, Buntfuß-Sturmschwalben, Antipodenseeschwalben und Dominikanermöwen.
Entdeckt wurde die Insel im Oktober 1819 vom britischen Seefahrer William Smith. Die erste grobe Kartierung nahm Edward Bransfield zwischen Januar und Februar 1820 vor, hielt sie jedoch irrtümlich gemeinsam mit Nelson Island und Greenwich Island für eine einzige große Landmasse. Eine weitere Kartierung nahm Fabian Gottlieb von Bellingshausen am 25. Januar 1821 vor. Ihren eigentlichen Charakter als einzelne Insel deckte gleichfalls 1821 Samuel H. Goddard auf, Erster Maat auf dem US-amerikanischen Robbenfänger Huron unter Kapitän John Davis. Die Benennung im selben Jahr geht auf den britischen Robbenjäger Robert Fildes (1793–1827) zurück. Namensgeber ist sein Schiff Robert.

## Karten
- L. L. Ivanov: Antarctica: Livingston Island and Greenwich, Robert, Snow and Smith Islands. Topografische Karte im Maßstab 1:120.000. Manfred-Wörner-Stiftung, Troyan, 2009, ISBN 978-954-92032-6-4